# Été 80
Albums de Dalida
Gigi in Paradisco
(1980) Le Spectacle du Palais des sports 1980
(1980)
Été 80 est une compilation de Dalida éditée en 1980 et principalement axée sur le succès disco du moment, Rio do Brasil.
La compilation alterne chansons rythmées disco et slows et réunis sur un même album les versions longues des derniers succès disco Gigi in Paradisco et Rio do Brasil.

## Face A
1. Rio do Brasil (version longue)
2. Anima mia
3. Il faut danser reggae
4. Remember, c'était loin
5. Monday Tuesday (Laissez-moi danser)

## Face B
1. Gigi in paradisco (version maxi)
2. Vado via
3. Comme disait Mistinguett
4. Génération 78 (version maxi)
5. Helwa ya baladi

## Extrait
- Rio do brasil (version single)/Quand s'arrêtent les violons
- Rio do brasil (version club)/(version instrumentale)
- Rio do brasil (version single)/Il faut danser reggae (en Italie)
- Rio do brasil (version single)/(version instrumentale) (en Italie)